# Revista de Asturias
La Revista de Asturias fue una revista publicada en Oviedo en dos épocas diferenciadas, una primera entre 1878 y 1883 y, más tarde, entre 1886 y 1889.

## Historia
Editada en Oviedo, su primer número apareció publicado el 1878, suponiendo una continuación de Ecos del Nalón. Dirigida por Félix Aramburu y Ricardo Acebal —directores literario y artístico, respectivamente, el segundo desaparecería cuando la revista dejó de publicar material gráfico— esta etapa se prolongó hasta enero de 1883. Tres años más tarde resucitó bajo la dirección de Genaro Alas.